# Col Allison
Pour les articles homonymes, voir Allison.
Le col Allison (en anglais Allison Pass) est un col situé en Colombie-Britannique dans la chaîne des Cascades à une altitude de 1 342 m. Il est situé dans le parc provincial E. C. Manning.

## Toponymie
Le col a été nommé en l'honneur de John Fall Allison (1825-1897), prospecteur, pisteur et propriétaire terrien, qui a été chargé par le gouverneur James Douglas en 1858 de trouver et de construire une piste entre les vallées de la Similkameen et de la Tulameen. Il fut par la suite un des pionniers de la vallée de la Similkameen.